# ヴェルヒーウツェヴェ
ヴェルヒーウツェヴェ（ウクライナ語: Верхівцеве）はウクライナのドニプロペトローウシク州ドニプローシク地区にある都市。モクラ・スラ川の河岸に位置する。都市の高さは海抜165 mである。面積は14 km²。人口は9,948人 (2022年1月1日)。
ヴェルヒーウツェヴェは1884年に創建された。1956年に市制施行された。
市内ではヴェルヒーウツェヴェ駅がある。首都キエフまでの直線距離は344 km、鉄道で461 km、車道で407 kmとなっている。州庁所在地までの直線距離は59 km、鉄道で82 km、車道で73 kmとなっている。ヴェルヒーウツェヴェの日は、8月2日となっている。